# 정동현 (배우)
정동현(鄭東鉉,1988년 1월 9일 ~ )은 대한민국의 배우이다.

## 학력
- 세종대학교 영화예술학과

## 출연 작품

### 드라마
- 《빠스껫 볼》 (tvN, 2013년) - 민치호 역
- 《강구 이야기》 (SBS, 2014년) - 양정수 역

### 뮤직비디오
- 걸스데이 - 기대해 (2013년)
- 핫펠트 - 에인트 노바디 (2014년)